# Babel (film)
Babel è un film del 2006 diretto da Alejandro González Iñárritu, interpretato da Brad Pitt, Cate Blanchett, Kōji Yakusho e Gael García Bernal. Con questo film si chiude la cosiddetta Trilogia sulla morte che include anche i film Amores perros e 21 grammi. Il film ha vinto il Premio alla miglior regia al Festival di Cannes 2006.
Quattro realtà diverse e apparentemente distanti tra loro (una famiglia marocchina, una statunitense, una badante messicana e padre e figlia giapponesi), si troveranno unite nel filo dell'esistenza tracciata da Guillermo Arriaga.

## Trama
Sulle montagne dell'Atlante marocchino un pastore, prima di partire per un viaggio, affida un fucile da caccia grossa, acquistato da una guida del posto, ai suoi due figli per allontanare e uccidere gli sciacalli. I ragazzi, mentre pascolano le capre del padre, si esercitano nel tiro e il più giovane è dotato di buona mira a differenza del maggiore. Quasi per ripicca il fratello maggiore decide di dimostrare le sue capacità sparando contro una macchina che sta passando in fondo alla valle, senza colpire il bersaglio, passa allora il fucile al fratello che invece spara ad un pullman.
I coniugi Jones, Richard e Susan, sono una coppia di americani infelici, a causa di una tragedia avvenuta tempo prima, la morte del loro terzogenito Sam, causata dalla sindrome della morte improvvisa del lattante, la coppia decide di provare a dimenticare e a recuperare un rapporto che si è logorato, con un viaggio in Marocco. Mentre percorrono, su un pullman, una strada tra le montagne dell'Atlante, il proiettile sparato dal ragazzo pastore colpisce la donna ad una spalla ferendola gravemente.
La governante messicana, cui sono stati affidati i due figli di Susan e Richard, non trovando chi possa custodire i due bambini mentre lei non vuole rinunciare a partecipare alle nozze del figlio, trasgredendo agli ordini ricevuti decide di portarli con sé in un paesino nel Messico, per assistere al matrimonio. Era venuto a prenderla un nipote con la propria macchina, dal Messico. È una bella festa ed i bambini si divertono molto, ma al ritorno, di notte, una volta giunti alla frontiera con gli Stati Uniti, il giovane nipote che guida l'auto, un po' alticcio, forza il blocco delle autorità doganali U.S.A. e, per cercare di seminare le auto degli agenti che lo inseguono, lascia i tre spaventati passeggeri nel deserto, assicurando loro che ritornerà a riprenderli. Il mattino seguente il nipote non è ancora ritornato e la governante e i due bambini rischiano di morire di sete. Poco dopo la polizia la arresta e ritrova i bambini.
A Tokyo, una ragazza costretta a fare i conti non solo con i classici problemi adolescenziali, acuiti dal recente suicidio della madre, ma anche con il proprio handicap di sordomutismo che la emargina dai suoi coetanei, cerca di farsi amare, offrendosi provocatoriamente agli uomini che incontra, anche se molto più anziani. Tra questi c'è un tenente di polizia venuto a casa sua per cercare il padre (che tempo prima aveva regalato un fucile da caccia alla sua guida marocchina, fucile usato dal figlio minore del pastore acquirente dell'arma per sparare al pullman). Mentre il poliziotto attende in soggiorno, la ragazza si presenta a lui nuda, con la muta ma esplicita richiesta di essere posseduta e amata, perché è di questo che lei ha un disperato bisogno.
Il finale, che lega tutte le storie, vede la famiglia statunitense e quella giapponese uscire dalla vicenda rinsaldando i vincoli familiari e con la prospettiva di una rinnovata speranza nel futuro; mentre per chi, sia pure ingenuamente e con grande leggerezza ha messo in pericolo altre vite umane, c'è la tragedia che li attende: in Marocco, durante un conflitto a fuoco coi poliziotti venuti ad arrestare il padre, viene ucciso Ahmed, il figlio maggiore, mentre la tata messicana, persona buona che voleva vedere sposarsi il proprio figlio, viene espulsa dagli Stati Uniti senza poter rivedere per un attimo i bambini che aveva accudito e che erano stati parte della sua vita.

## Riconoscimenti
- 2007 - Premio Oscar
  - Miglior colonna sonora a Gustavo Santaolalla
  - Nomination Miglior film a Alejandro González Iñárritu, Jon Kilik e Steve Golin
  - Nomination Migliore regia a Alejandro González Iñárritu
  - Nomination Miglior attrice non protagonista a Adriana Barraza
  - Nomination Miglior attrice non protagonista a Rinko Kikuchi
  - Nomination Migliore sceneggiatura originale a Guillermo Arriaga
  - Nomination Miglior montaggio a Douglas Crise e Stephen Mirrione
- 2007 - Golden Globe
  - Miglior film drammatico
  - Nomination Migliore regia a Alejandro González Iñárritu
  - Nomination Miglior attore in un film drammatico a Brad Pitt
  - Nomination Miglior attrice non protagonista a Rinko Kikuchi
  - Nomination Miglior attrice non protagonista a Adriana Barraza
  - Nomination Migliore sceneggiatura a Guillermo Arriaga
  - Nomination Miglior colonna sonora a Gustavo Santaolalla
- 2007 - Premio BAFTA
  - Miglior colonna sonora a Gustavo Santaolalla
  - Nomination Miglior film a Alejandro González Iñárritu, Jon Kilik e Steve Golin
  - Nomination Migliore regia a Alejandro González Iñárritu
  - Nomination Migliore sceneggiatura originale a Guillermo Arriaga
  - Nomination Migliore fotografia a Rodrigo Prieto
  - Nomination Miglior montaggio a Douglas Crise e Stephen Mirrione
  - Nomination Miglior sonoro a José Antonio García, Jon Taylor, Christian P. Minkler e Martín Hernández
- 2007 - Broadcast Film Critics Association Award
  - Nomination Miglior film
  - Nomination Miglior cast
  - Nomination Miglior attrice non protagonista a Rinko Kikuchi
  - Nomination Miglior attrice non protagonista a Adriana Barraza
  - Nomination Miglior sceneggiatore a Guillermo Arriaga
  - Nomination Miglior colonna sonora a Gustavo Santaolalla
- 2006 - Chicago Film Critics Association Award
  - Miglior attrice non protagonista a Rinko Kikuchi
  - Nomination Miglior film
  - Nomination Migliore regia a Alejandro González Iñárritu
  - Nomination Miglior attore non protagonista a Brad Pitt
  - Nomination Miglior attrice non protagonista a Adriana Barraza
  - Nomination Migliore attrice debuttante a Rinko Kikuchi
  - Nomination Migliore fotografia a Rodrigo Prieto
  - Nomination Migliore sceneggiatura originale a Guillermo Arriaga
  - Nomination Miglior colonna sonora a Gustavo Santaolalla
- 2007 - Premio César
  - Nomination Miglior film straniero a Alejandro González Iñárritu
- 2007 - David di Donatello
  - Miglior film straniero a Alejandro González Iñárritu
- 2006 - Festival di Cannes
  - Migliore regia a Alejandro González Iñárritu
  - Premio Speciale a Alejandro González Iñárritu
  - Premio della giuria Ecumenica a Alejandro González Iñárritu
- 2006 - National Board of Review Award
  - Miglior performance rivelazione femminile a Rinko Kikuchi
- 2006 - Satellite Award
  - Miglior colonna sonora a Gustavo Santaolalla
  - Nomination Miglior film drammatico
  - Nomination Migliore regia a Alejandro González Iñárritu
  - Nomination Miglior attore non protagonista a Brad Pitt
  - Nomination Miglior attrice non protagonista a Rinko Kikuchi
  - Nomination Migliore sceneggiatura originale a Guillermo Arriaga
  - Nomination Miglior montaggio a Douglas Crise e Stephen Mirrione
  - Nomination Miglior sonoro a José Antonio García, Jon Taylor, Christian P. Minkler e Martín Hernández
- 2007 - Screen Actors Guild Award
  - Nomination Miglior cast
  - Nomination Miglior attrice non protagonista a Rinko Kikuchi
  - Nomination Miglior attrice non protagonista a Adriana Barraza